# 内片輝
内片 輝（うちかた あきら）は、日本の演出家。
元朝日放送テレビ制作部。日本映画監督協会、日本脚本家連盟の会員である。　

## 来歴・人物
兵庫県尼崎市出身。大阪府立大学総合科学部卒業。
南カリフォルニア大学（USC）映画学科に留学。アメリカ映画に造詣が深く、演出作品にアメリカ映画へのオマージュが捧げられている。
ハリウッド映画『ラスト サムライ』『SAYURI』の現場にも参加。LAでのプロモーション撮影にも多数参加。
ロサンゼルスで自身の製作／監督によるショートフィルムは映画祭での受賞実績がある。
WOWOW連続ドラマWやテレビ朝日「相棒」などのクライムサスペンス作品に定評がある。
テレビドラマながらも早くからシネレンズやカラーグレーディングを取り入れ、技術的な嗜好も強い。
最後の同窓会、ヒポクラテスの誓い、石の繭 殺人分析班、天使が消えていく、孤高のメスほか多数の作品で日本照明家協会、映画テレビ技術協会の賞を受賞実績がある。
第2回WOWOWクリエイターアワード優秀賞受賞（2022）
第40回ATPグランプリドラマ部門奨励賞「十角館の殺人」（2024）
第29回ATA（アジアテレビジョンアワード）Best Drama Series ノミネート「十角館の殺人」

## 演出/プロデュース作品

### 映画
- 晴れのち晴れ、ときどき晴れ（出演松本利夫・EXILE / 宮﨑香蓮ほか）(2013年）[5] - 監督　※第26回東京国際映画祭特別招待作品

### テレビドラマ
- 和久峻三ミステリー 京都セクシー妖怪殺人案内〜嵯峨野に棲む吸血美女の復讐!（1980年 - 1997年、朝日放送） - プロデューサー補
- 部長刑事シリーズ(朝日放送)
  - 新・部長刑事アーバンポリス24（1997年 - 2000年） - 演出
  - シンマイ。（2001年） - 演出
- 京都の芸者弁護士事件簿（1997年 - 2001年、朝日放送） - プロデューサー補
- 家族団乱「朝食」（1998年） - 演出
- 京都マル秘仕事人（1999年 - 2002年、朝日放送） - プロデューサー補
- 安楽椅子探偵シリーズ（朝日放送）
  - 安楽椅子探偵登場 （1999年） - 演出
  - 安楽椅子探偵再び （2000年） - 演出
  - 安楽椅子探偵の聖夜 （2000年） - 演出
  - 安楽椅子探偵とUFOの夜 （2002年） - 演出
  - 安楽椅子探偵と笛吹家の一族 （2003年） - 演出
  - 安楽椅子探偵 ON AIR　（2006年） - 演出
  - 安楽椅子探偵と忘却の岬　（2008年） - 演出
- 女と男と物語（2003年） - 演出
- 17才夏。（2003年、朝日放送） - 演出
- 人が殺意を抱くとき（2004年） - 演出
- 夢縁坂骨董店（2005年） - 演出
- 新・赤かぶ検事奮戦記（1994年 - 2005年、朝日放送） - プロデューサー補 → プロデューサー
- 桜2号（2006年、朝日放送） - プロデューサー
- H-code〜愛しき賞金稼ぎ〜（2007年、朝日放送） - プロデューサー・演出
  - H-code2nd〜私が愛した賞金稼ぎ〜（2008年） - 監督・プロデューサー
- 学問ノススメ（2007年、朝日放送） - 演出
- 初恋net.com〜忘れられない恋のうた〜（2007年、朝日放送） - 演出
- 刑事殺しシリーズ（出演仲村トオルほか）（2007年 - 2009年、朝日放送） - 演出
- 宿命1969-2010ワンス・アポン・ア・タイム・イン・東京（2010年、朝日放送） - 演出
- サクラサク～私は未来を、あきらめない～（2010年、朝日放送） - 演出　※電通との共同企画ドラマ CMも演出
- 夏樹静子作家生活40周年記念作品「天使が消えていく」（出演賀来千香子 / 西郷輝彦ほか）（2010年、朝日放送） - 演出
- ミステリー作家六波羅一輝の推理シリーズ1 白骨の語り部（元村次宏監督）（出演：上川隆也 / 横山めぐみほか）（2010年、朝日放送） - プロデュース
  - ミステリー作家六波羅一輝の推理シリーズ2 京都・陰陽師の殺人（元村次宏監督）（出演：上川隆也 / 横山めぐみほか）（2012年、朝日放送） - プロデュース
  - ミステリー作家六波羅一輝の推理シリーズ3 沖縄・ニライカナイの語り部（元村次宏監督）（出演：上川隆也 / 横山めぐみほか）（2013年、朝日放送） - プロデュース
- サクラとさつき（2011年、朝日放送） - 演出　※電通との共同企画ドラマ
- ダイチとメグミ　CM（ミスタードーナツ／eo光／カネカ／銀のさら／P＆G）全5話（2011年） - 演出
- 連続ドラマW CO 移植コーディネーター（出演吉岡秀隆 / ユースケ・サンタマリアほか）（2011年、WOWOW） - 監督
- 棘の街（出演仲村トオルほか）（2011年、朝日放送） - 演出
- アナザーフェイス 刑事総務課・大友鉄（出演仲村トオルほか）（2012年・2013年、朝日放送） - 演出
- 悪夢の六号室木下半太原作（出演壇蜜ほか）（2013年、朝日放送） - 演出
- 殺人分析班シリーズ（WOWOW）
  - 連続ドラマW 石の繭 殺人分析班（出演木村文乃ほか）（2015年） - 監督[6]
  - 連続ドラマW 水晶の鼓動 殺人分析班（出演木村文乃ほか）（2016年） - 監督
  - 連続ドラマW 悪の波動 殺人分析班スピンオフ（出演古川雄輝ほか）（2019年） - 監督[7]
  - 連続ドラマW 蝶の力学 殺人分析班（出演木村文乃ほか）（2019年） - 監督
- 公安分析班シリーズ（WOWOW）
  - 連続ドラマW 邪神の天秤（出演青木崇高、松雪泰子ほか）（2022年） - 監督[8][9]
- 相棒シリーズ（テレビ朝日・東映）
  - season14 第14話「スポットライト」(2016年) - 監督
  - season15 第16話「ギフト」、第17話「ラストワーク」(2017年) - 監督
  - season16 第3話「銀婚式」、第5話「手巾（ハンケチ）」、第7話「倫敦からの客人」、第10話「サクラ」（元日スペシャル）、第11話「ダメージグッズ」(2017年 - 2018年) - 監督
  - season17 第15話 「99%の女」、第16話 「容疑者 内村完爾」、第20話　「新世界より」（最終回スペシャル）（2019年） - 監督
  - season18 第14話 「善悪の彼岸〜ピエタ」、第15話 「善悪の彼岸〜深淵」（2020年） - 監督
  - season21 第12話 「他人連れ」、第13話 「椿二輪」、第15話 「薔薇と髭と菫たち」、第16話 「女神」（2023年） - 監督
  - season22 第13話「恋文」、第14話「亀裂」（2024年） - 監督
- 連続ドラマW ヒポクラテスの誓い（出演北川景子/柴田恭兵ほか）（2016年、WOWOW） - 監督
- ドラマ特別企画 堂場瞬一サスペンス 検証捜査[10]/（出演仲村トオル / 栗山千明 / 角野卓造 / 市村正親ほか））（2017年、テレビ東京） - 監督
- Re:Mind（出演：けやき坂46（ひらがなけやき））（2017年、Netflix・テレビ東京） - 監督
- ドラマスペシャル最後の同窓会（市村正親、角野卓造、でんでん、片岡鶴太郎、松坂慶子　脚本：岡田惠和）（2017年、テレビ朝日） - 　監督  ※平成29年度文化庁芸術祭参加作品
- シグナル 長期未解決事件捜査班（出演坂口健太郎ほか）（2018、関西テレビ・フジテレビ系） - 演出
- 連続ドラマW コールドケース〜真実の扉〜　セカンドシーズン（出演　吉田羊、滝藤賢一、田中圭、奥田瑛二ほか）（2019年、WOWOW） - 監督
- 連続ドラマW コールドケース〜真実の扉〜　サードシーズン（出演　吉田羊、滝藤賢一、仲村トオルほか）（2020年、WOWOW） - 監督
- 連続ドラマW 孤高のメス（出演　滝沢秀明、仲村トオル、石丸幹二、山本美月、長塚京三ほか）（2019年、WOWOW） - 監督[11]
- 連続ドラマW 密告はうたう 警視庁監察ファイル（出演　松岡昌宏、仲村トオル、泉里香、池田鉄洋、戸塚祥太ほか）（2021年、WOWOW） - 監督[12]
  - 連続ドラマW 密告はうたう2 警視庁監察ファイル（2024年、WOWOW） - 監督[13]
- 連続ドラマW 眼の壁（出演　小泉孝太郎、泉里香、薮宏太、上地雄輔、陣内孝則ほか）（2022年、WOWOW） - 監督[14]
- 特捜9 season6　第1話「1001人の人質」、第2話「未来のエネルギー」（2023年、テレビ朝日） - 演出

### 配信ドラマ
- 十角館の殺人（2024年、Hulu)[15] - 監督・プロデューサー

### バラエティ番組
- 日曜笑劇場シリーズ (2001年 - 2004年)
  - なんやモー目茶苦茶屋 - 演出
  - 特ダネ野郎えぇチーム - 演出
  - 1、2、駐在さんダァ〜!! - 演出
  - 開運コメディ 今日も大吉!パンパンパン - 演出
- 間寛平芸能生活30周年・帰ってきたあっちこっち丁稚 - 演出
- クイズ!紳助くん（2005年 - 2006年） - チーフディレクター
- 週末の探検家〜夢羅針盤〜「劇団四季〜浅利慶太」／（2009年 - 2010年） - ディレクター

## 関連人物
- 兵庫県出身の人物一覧
- 大阪府立大学の人物一覧
- 大阪府立豊中高校